# Nyúl
Nyúl é um município da Hungria, situado no condado de Győr-Moson-Sopron. Tem 25,14 km² de área e sua população em 2015 foi estimada em 4.307 habitantes.